# Lamier jaune
Lamium galeobdolon
Espèce
Classification phylogénétique
Le Lamier jaune ou ortie jaune (Lamium galeobdolon) est une espèce de plantes à fleurs de la famille des Lamiaceae. C'est une plante herbacée originaire d'Eurasie. Elle est très commune en France. Malgré son nom vernaculaire d'« ortie jaune », ce n'est pas une ortie (genre Urtica). D'ailleurs, cette plante ne pique pas.

## Étymologie
Lamier est la francisation de Lamium issu du latin lamia, tiré du même mot grec désignant une créature monstrueuse (Lamia, ogresse dans la mythologie grecque), provenant de laimos, « gorge, gosier ». La corolle bilabiée des lamiers peut évoquer, pour un esprit imaginatif, une gueule ouverte. 
L'épithète galeobdolon est construite sur le grec galê, « belette, putois », et bdolos, « puanteur », en référence aux feuilles qui dégagent une odeur désagréable lorsqu'on les froisse.

## Description
C'est une espèce de plante vivace moyenne (40 cm maximum) qui pousse dans les endroits ombragés.
- Organes reproducteurs
  - Couleur dominante des fleurs : jaune
  - Période de floraison : mai-juillet
  - Inflorescence : glomérules
  - Sexualité : hermaphrodite
  - Ordre de maturation : homogame
  - Pollinisation : entomogame
- Graine
  - Fruit : akène
  - Dissémination : myrmécochore
- Habitat et répartition
  - Habitat type : sous-bois herbacés médioeuropéens, planitiaires à montagnards
  - Aire de répartition : eurasiatique[2]

## Utilisations

### Sauvage comestible
La plante sauvage est comestible.
Les feuilles du lamier jaune peuvent être consommées crues ou cuites. On peut utiliser les fleurs en décoration de plats. Malgré leur forte odeur, les feuilles ont un goût relativement doux.

### Ornementale et invasive
Des cultivars panachés font office de couvre-sol. 
Ils sont aussi proposés comme fixateurs d'azote autour des arbres fruitiers. Cependant leur potentiel invasif dans des milieux naturels forestiers les font considérer comme nocifs en Amérique du Nord tel qu'au Québec, dans l'état de Washington, le Wisconsin et le nord-ouest des USA.

## Synonymes
- Galeobdolon luteum Huds ;
- Galeopsis galeobdolon L. (basionym) ;
- Lamiastrum galeobdolon (L.) Ehrend. & Polatschek.

## Sous-espèces
- Lamium galeobdolon ssp. argentatum
- Lamium galeobdolon ssp. endtmanii
- Lamium galeobdolon ssp. flavidum
- Lamium galeobdolon ssp. galeobdolon
- Lamium galeobdolon ssp. montanum

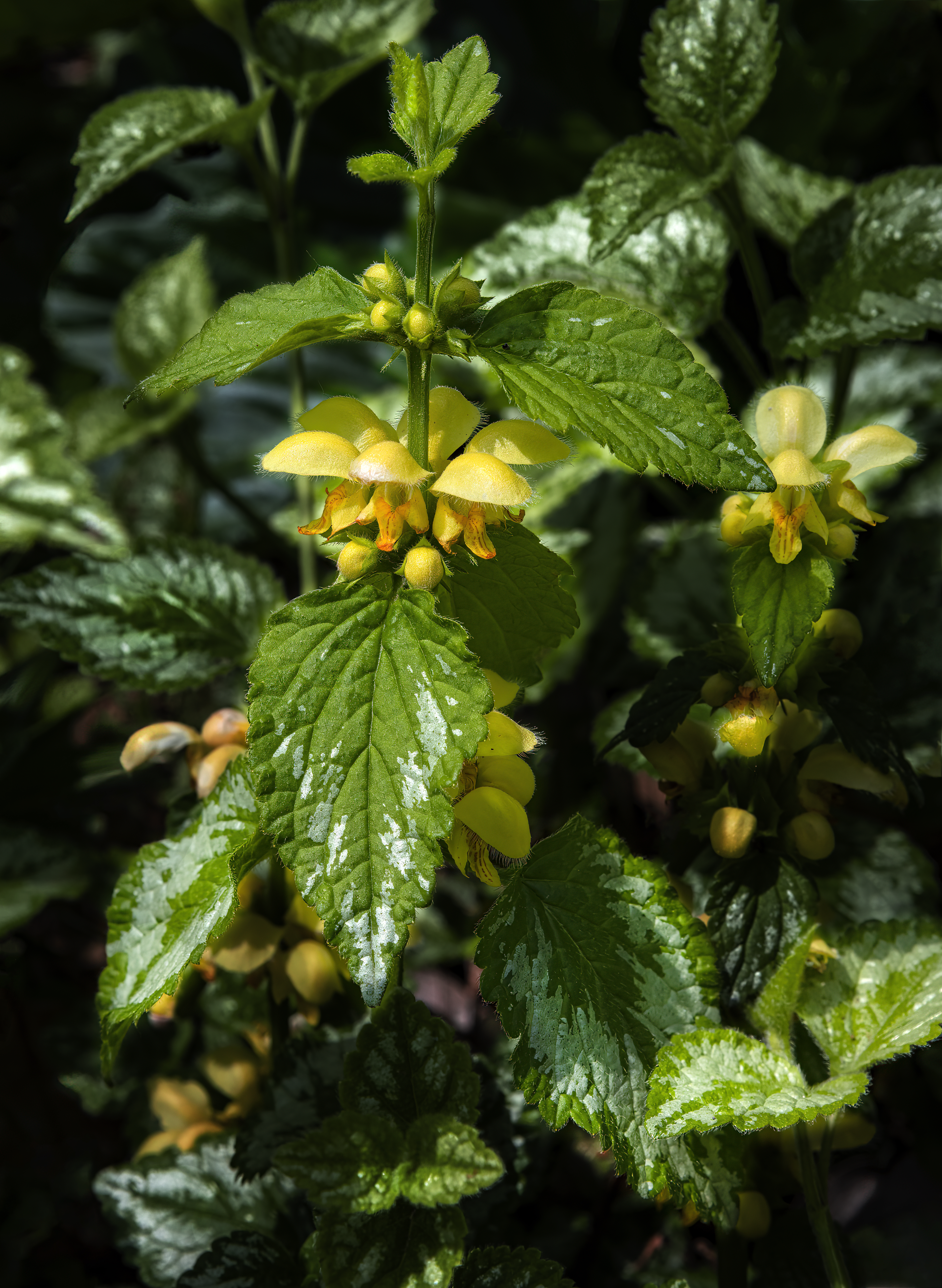
Lamium galeobdolon ssp. argentatum MHNT
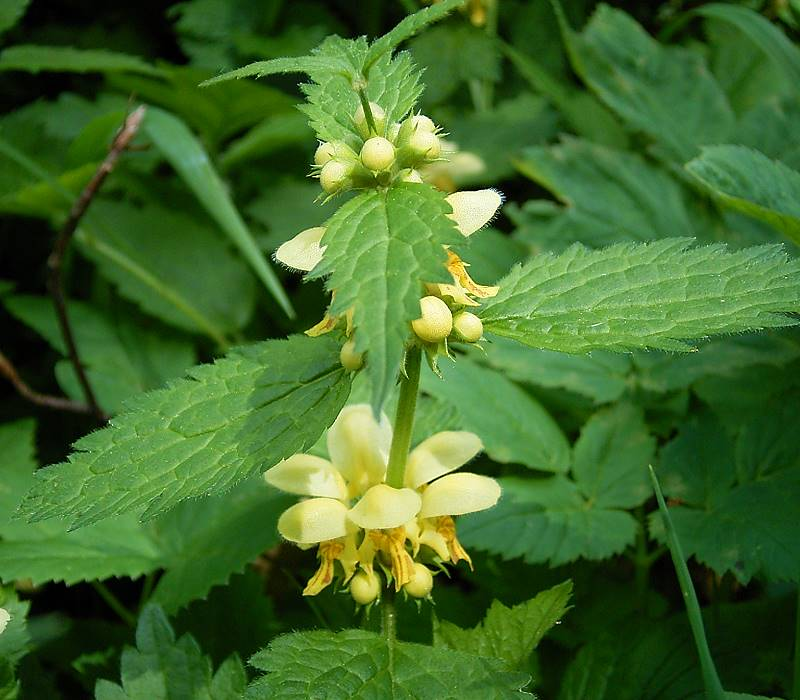
Lamium galeobdolon
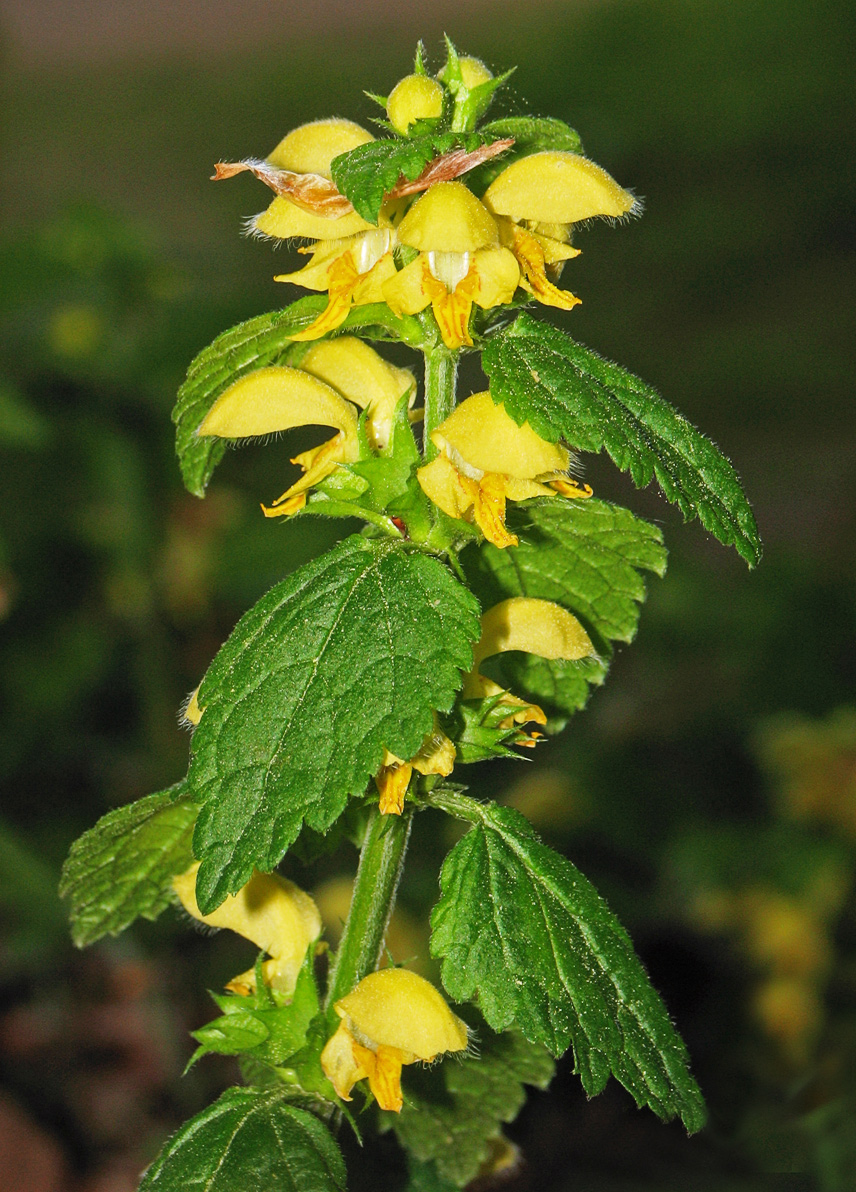
Lamium galeobdolon
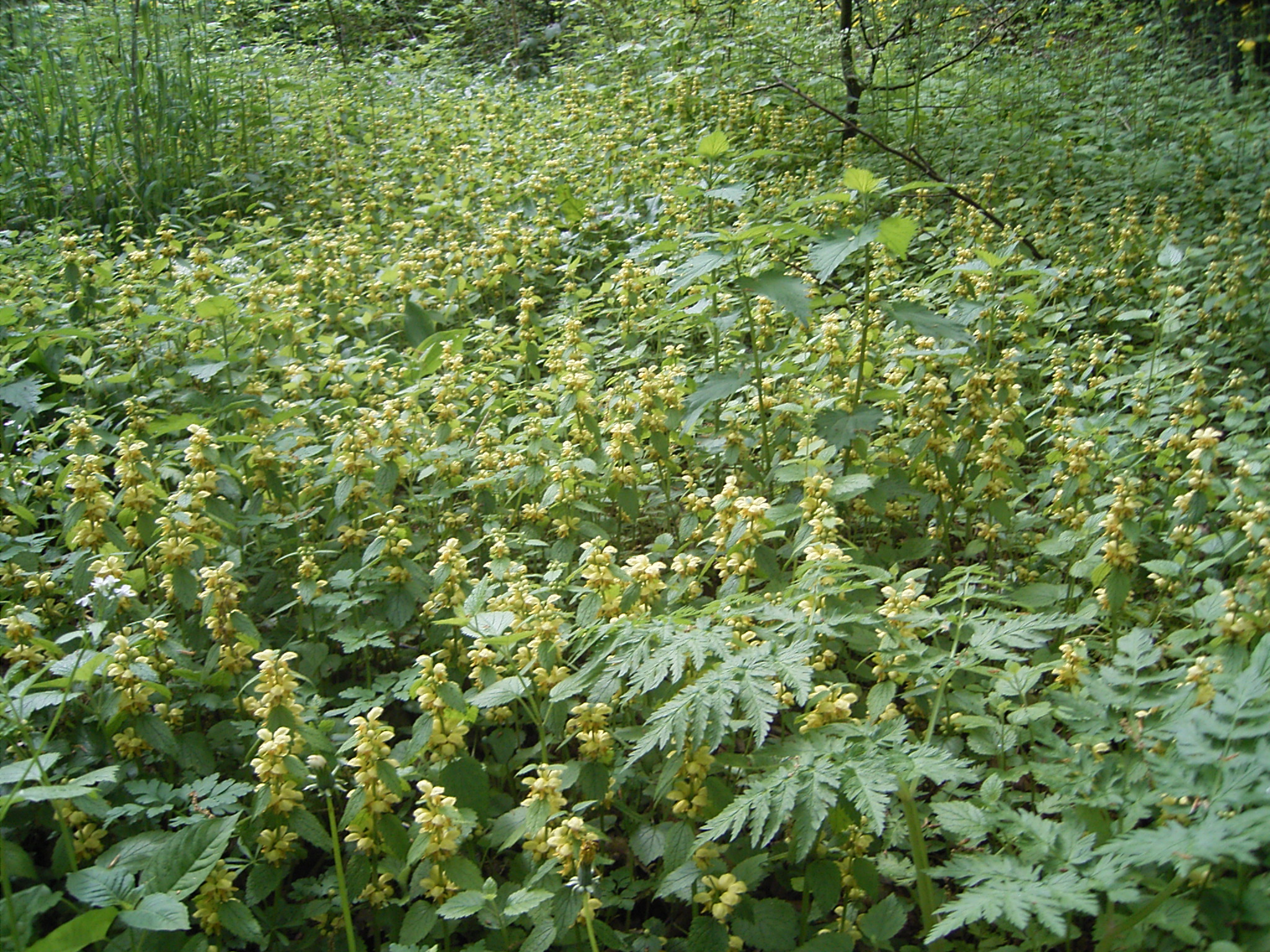
Parterre de Lamium galeobdolon
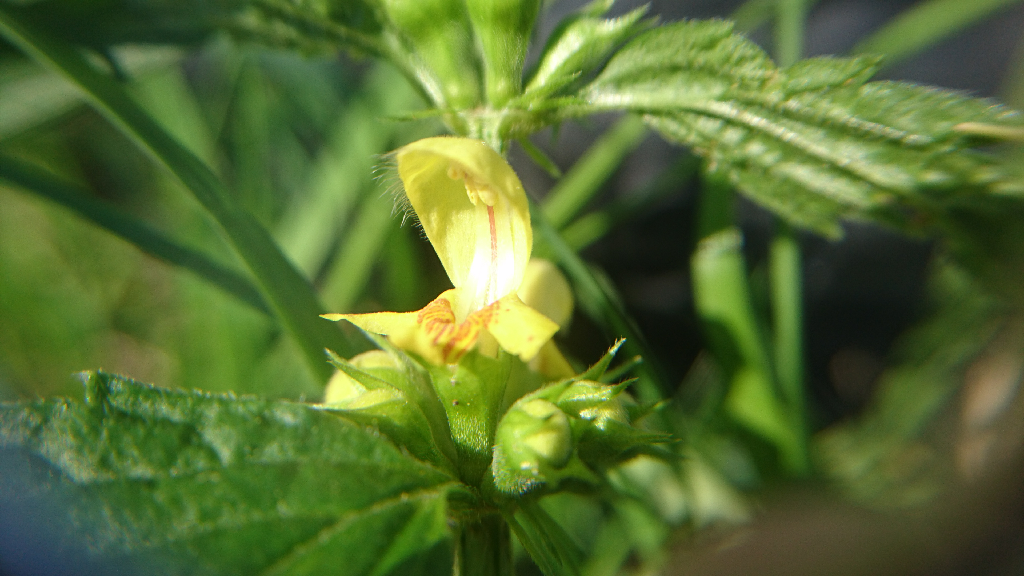
Gros plan sur une fleur